# James Rossiter
James Rossiter (Oxford, 25 augustus 1983) is een Engels autocoureur. In 2007 was Rossiter testcoureur voor het Formule 1-team Honda, naast Christian Klien. Op 14 mei 2007 werd Rossiter benoemd tot testcoureur voor Super Aguri. Nu Honda en Super Aguri uit de Formule 1 zijn is James actief in de American Le Mans Series en rijdt voor het team Andretti Green Racing. In 2013 is Rossiter testcoureur voor Force India F1 Team